# Vergine dei Trentatré

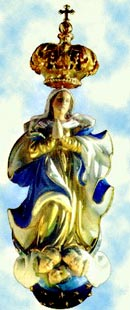
Vergine dei Trentatré

Vergine dei Trentatré (in spagnolo Virgen de los Treinta y Tres) è un titolo con cui viene venerata in Uruguay Maria, la madre di Gesù. Di tale Stato fu dichiarata patrona nel 1961 da papa Giovanni XXIII.

## La storia
La "Vergine dei Trentatré" è raffigurata da una piccola statua della Madonna, alta 36 cm e scolpita in legno di cedro, proveniente, secondo la tradizione, dalle missioni dei Gesuiti. La sua venerazione risale al 1825, durante la lotta per l'indipendenza del Paese, quando alcuni patrioti, guidati da Juan Antonio Lavalleja, affidarono a Maria, invocando la sua benedizione, la loro impresa, che fu poi coronata da successo. I combattenti erano trentatré e per questo motivo la statua ha assunto la sua denominazione.
Il santuario a lei dedicato, ubicato nella città di Florida, fu visitato l'8 maggio 1988 da papa Giovanni Paolo II, che in tale occasione recitò un solenne atto di affidamento alla Madonna della Chiesa dell'Uruguay e di tutto il popolo. Il tradizionale pellegrinaggio al santuario si tiene ogni anno, il 13 novembre.